# Sulzberg (Vorarlberg)
Sulzberg – gmina w Austrii, w kraju związkowym Vorarlberg, w powiecie Bregencja. Liczy 1744 mieszkańców (1 stycznia 2015).